# Ondina Otta Klasinc
Ondina Otta Klasinc, slovensko-italijanska operna pevka in profesorica, * 16. julij 1924, Trst, † 14. junij 2016, Maribor.

## Življenjepis
Petje je najprej študirala pri pedagogih Luigiju Toffolu in Valdu Medicusu v Trstu, nadaljevala pa na Akademiji za glasbo v Ljubljani, kjer je leta 1970 uspešno končala študij 3. stopnje in dobila naslov specialista.
Že leta 1946 je dobila ponudbo za svoj prvi angažma v opernem gledališču v Ljubljani, kjer je debitirala je z vlogo Rozine v Rossinijevi operi Seviljski brivec. Za tem je odšla v Milano, kjer je od leta 1951 delovala kot svobodna umetnica in je pevsko gostovala domala po vsem svetu. Od leta 1958 do 1972 je bila prvakinja Opere SNG Maribor, nato pa je bila do upokojitve profesorica solopetja na Akademiji za glasbo v Ljubljani.

## Nagrade
Za svoje delo je prejela številne ugledne domače in tuje nagrade ter priznanja, med katerimi so najpomembnejše nagrada Prešernovega sklada, ki jo je prejela leta 1967, Betettova nagrada, ki velja za najvišje slovensko stanovsko priznanje na področju glasbene umetnosti, ki jo je prejela leta 2011 ter Zlati lev, ki ga je prejela leta 1953 tekmovanju pesmi in popevk v Benetkah.
Leta 2005 je »za življenjsko delo, vrhunske operne dosežke in prispevek k slovenski kulturi« prejela tudi Zlati red za zasluge Republike Slovenije.